# Apistogramma velifera
Apistogramma velifera är en fiskart som beskrevs av Wolfgang Staeck 2003. Apistogramma velifera ingår i släktet Apistogramma och familjen Cichlidae. Inga underarter finns listade i Catalogue of Life.